# Leptastacus spatuliseta
Leptastacus spatuliseta is een eenoogkreeftjessoort uit de familie van de Leptastacidae. De wetenschappelijke naam van de soort is voor het eerst geldig gepubliceerd in 1982 door Mielke.